# Véliocasses
Les Véliocasses sont un peuple gaulois ou belge dont le territoire s'étendait sur les deux rives du cours inférieur de la Seine, fleuve que Pline l'Ancien considère comme étant la limite entre la Belgique, au nord, et la Celtique, au sud. De ce fait, les sources les décrivent soit comme des Belges, soit comme des Armoricains. Ils ont laissé leur nom au pays du Vexin, anciennement Veuguessin (Veliocassinus pagus).
Leur chef-lieu était Rotomagus, aujourd'hui Rouen.

## Limites territoriales
Le territoire des Véliocasses suivait le cours inférieur de la Seine, au nord depuis le confluent avec l'Oise et s'étendait sur le plateau du Vexin actuel toujours sur la rive droite en deçà de Rouen jusqu'à une limite indéterminée à l'ouest de cette ville et qui faisait frontière avec les Calètes. Ensuite sur la rive gauche, il s'étalait depuis le plateau de Madrie jusqu'à la frontière avec les Éburovices au sud, puis sur le Roumois au sud-ouest. La limite avec les Lexovii au sud-ouest était sans doute la Risle.

## Origine de l'ethnonyme
Le terme celtique -casse est probablement en rapport avec la chevelure qui peut être tressée ou bouclée, comme semble l'indiquer le nom de plusieurs tribus gauloises : les Bajocasses (Bayeux), les Tricasses, les Viducasses (Vieux au sud de Caen) ou les Sucasses. Ainsi, Veliocasses pourrait signifier « les bouclés », bien que le sens de velio- ne soit pas clairement établi : « modeste, honnête » ou « meilleurs » [?].

## Sources antiques
Selon Jules César dans les Commentaires sur la guerre des Gaules : 
- ce peuple participe à la coalition des Belges qui affronte les Romains en 57 av. J.-C. Les Véliocasses figurent dans l'armée coalisée à hauteur de 10 000 hommes[3].
- En 52 av. J.-C., ils participent au soulèvement général en fournissant 3 000 hommes à l'armée constituée pour porter secours à Vercingétorix[4].
- On les retrouve l'année suivante aux côtés des Bellovaques dans le cadre d'une ultime rébellion[5].

## Découvertes archéologiques

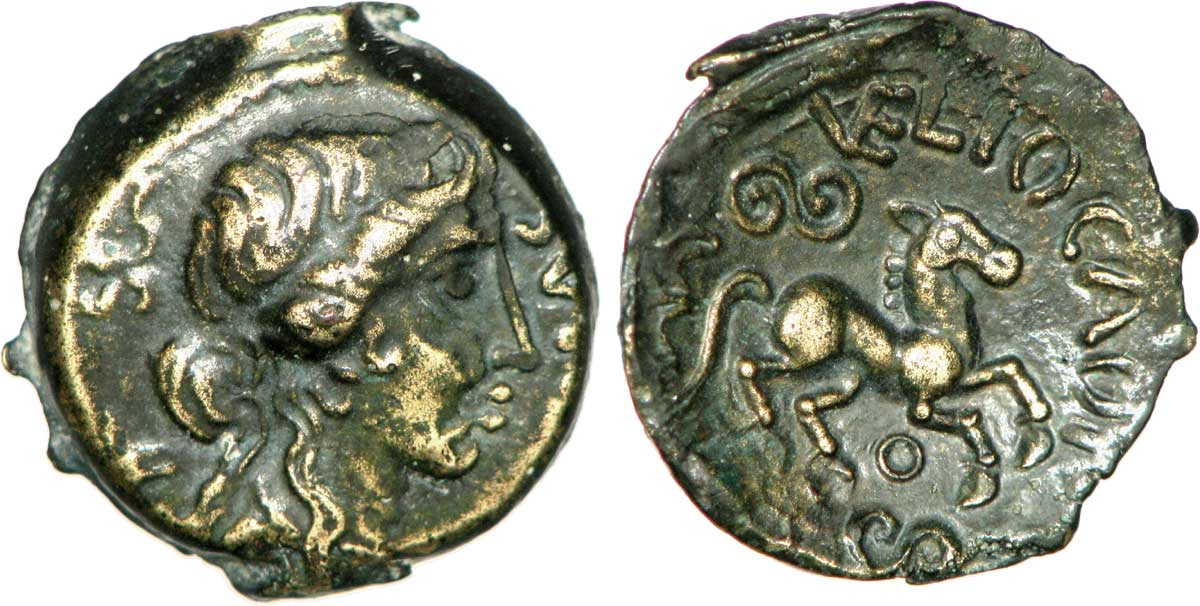
Bronze au cheval frappé par les Véliocasses. Date : c. 50--40 Description revers : Cheval galopant à droite, une esse accostée d’un annelet au-dessus et au-dessous du cheval, une amphore renversée sous la patte arrière, double ligne de zigzag derrière la queue. Description avers : Tête diadémée à droite, les cheveux retombant sur la nuque, un collier de perles au cou, légende devant le visage ; fleur trifoliée derrière la nuque.

De nombreuses pièces de monnaie leur sont attribuées, en particulier, certaines pièces frappées au nom de SVTICOS / SVTICCOS , et d'autres RATUMAGOS. Dans ce dernier cas, il s'agit de l'évocation (à une époque contemporaine ou proche de la guerre des Gaules) de la ville de Rotomagus, c'est-à-dire Rouen, ville qui deviendra le chef-lieu de la civitas des Véliocasses à l'époque impériale. Pour autant, c'est à Vernonnet dans l'Eure qu'a été fouillé et découvert un oppidum avec une entrée monumentale de première importance. « Les fouilles récentes du rempart transversal ont mis en évidence trois phases successives : un murus gallicus, suivi de deux aménagements d'un rempart de type Fécamp, dit aussi "rempart belge". ». Les archéologues ont également mis au jour les fragments d'une cotte de mailles qui fait partie des plus anciennes trouvées à ce jour, toutes dans un contexte celtique. Ils ont fouillé également Port-Villez et Saint-Pierre-d'Autils, où se situent deux autres sites analogues de dimension plus modeste.
Concernant le monnayage véliocasse, Louis-Pol Delestrée fait remarquer « que la mention de l'ethnique, "VELIOCAOI", est exceptionnelle en Gaule Belgique alors qu'elle est fréquente au nord-ouest de la Celtique, notamment dans l'ensemble éburo-léxovien ». Cependant, il ne tient pas compte du fait que le territoire de ce peuple s'étendait aussi sur la Celtique, jusqu'à la frontière avec les Lexoviens et les Éburovices.
C'est pourquoi Brigitte Fischer précise qu'« il est curieux que trois peuples contigus, Véliocasses, Aulerques Eburovices et Lexoviens aient inscrit leur ethnique sur leurs numéraires ».

## Origine celtique ou belge des Veliocasses
Si l'on tient compte des découvertes archéologiques qui les rapprochent des Lexoviens et des Eburovices, notamment les légendes monétaires, il est difficile de les qualifier de Belges, dans la mesure où ces derniers sont généralement considérés comme des peuples de la celtique. En outre, si l'on tient compte de la géographie de Pline l'Ancien, ils ne sont pas à proprement parler au nord de la Seine. Venceslas Kruta parle de « peuple belge », en évoquant le fait que la Seine constituerait la limite avec les Lexoviens et les Eburovices, tout en insistant sur le fait que les sites véliocasses de Port-Villez et Saint-Pierre-d'Autils se situent sur la rive droite de la Seine, or ils se situent bien sur la rive gauche, contrairement à Vernonnet, ce qui infirme son affirmation précédente. En revanche, le rempart de Vernonnet est bien de type belge.

## Sources
- La Guerre des Gaules sur Wikisource
- La Guerre des Gaules, traduction de l'université de Louvain